# Dekanat Gänserndorf
Dekanat Gänserndorf – jeden z 16 dekanatów rzymskokatolickiej wchodzących w skład wikariatu Unter dem Manhartsberg archidiecezji wiedeńskiej w Austrii. W jego skład wchodzi 17 parafii.

## Lista parafii
| Lp. | Miejscowość               | Parafia                             | Kościół                                                       | Grafika |
| --- | ------------------------- | ----------------------------------- | ------------------------------------------------------------- | ------- |
| 1   | Angern an der March       | Parafia Znalezienia Krzyża Świętego | Kościół Znalezienia Krzyża Świętego w Angern an der March     |         |
| 2   | Auersthal                 | Parafia św. Mikołaja                | Kościół św. Mikołaja w Auersthal                              |         |
| 3   | Bockfließ                 | Parafia św. Jakuba Starszego        | Kościół św. Jakuba Starszego w Bockfließ                      |         |
| 4   | Deutsch-Wagram            | Parafia św. Jana Chrzciciela        | Kościół św. Jana Chrzciciela w Deutsch-Wagram                 |         |
| 5   | Weikendorf-Ebenthal       | Parafia św. Kolomana                | Kościół św. Kolomana w Weikendorf-Ebenthal                    |         |
| 6   | Gänserndorf               | Parafia Świętych Aniołów Stróżów    | Kościół Świętych Aniołów Stróżów w Gänserndorf                |         |
| 7   | Angern an der March       | Parafia św. Agaty                   | Kościół św. Agaty w Angern an der March                       |         |
| 8   | Matzen-Raggendorf         | Parafia św. Leonarda                | Kościół św. Leonarda w Matzen-Raggendorf                      |         |
| 9   | Oberweiden                | Parafia św. Leopolda                | Kościół św. Leopolda w Oberweiden                             |         |
| 10  | Stillfried-Ollersdorf     | Parafia św. Leonarda                | Kościół św. Leonarda w Stillfried-Ollersdorf                  |         |
| 11  | Weikendorf-Prottes        | Parafia Najświętszej Maryi Panny    | Kościół Najświętszej Maryi Panny w Weikendorf-Prottes         |         |
| 12  | Schönkirchen-Reyersdorf   | Parafia św. Agapita                 | Kościół św. Agapita w Raggendorf                              |         |
| 13  | Schönkirchen-Reyersdorf   | Parafia św. Marka                   | Kościół św. Marka w Schönkirchen-Reyersdorf                   |         |
| 14  | Stillfried                | Parafia św. Grzegorza               | Kościół św. Grzegorza w Stillfried                            |         |
| 15  | Strasshof an der Nordbahn | Parafia św. Antoniego Padewskiego   | Kościół św. Antoniego Padewskiego w Strasshof an der Nordbahn |         |
| 16  | Weikendorf                | Parafia św. Kolomana                | Kościół św. Kolomana w Weikendorf                             |         |
| 17  | Zwerndorf                 | Parafia św. Pankracego              | Kościół św. Pankracego w Zwerndorf                            |         |